# Марк А. Самут
Марк A. Самут је малтешки писац.

## Биографија
Старији син малтешког писца Франс Самута и Катерине рођ. Какија. Марк A. Самут је рођен 1973. године у Малти. Школовао се у Школи Света Моника, Колеџу Стела Марис, гимназији Васали, и гимназији ГФ Абела.
Образовање је наставио на Универзитету Малта (LL.D., M.Jur. (summa cum laude), M.A.) и на Лондонском универзитетском колеџу и London School of Economics and Political Science) (LL.M.).
Самут је био локални одборник (1993–96.), Члан Задруге одбора (1997–98), секретар Савета нотара Малте (2000–03), Почасни конзул Летоније (2001–06), и председник малтешког језичког удружења - Универзитета Ghaqda tal-Malti Università (2007–09.).
Самут је био политички активан (1993—2003), од 1996. је у првим редовима Радничке партије Малте.
Члан је Краљевског историјског друштва и малтешкг историјског друштва.
Од 2014, Самут је почео држати предавања на Универзитету Малта о малтешком кривичном законику.

## Издања

### Књиге
- Кратка историја Летоније/L-Istorja tal-Latvja fil-Qosor (Малта, 2004)[3]
- Il-Liġi, il-Morali, u r-Raġuni (Закон, морал и разум) са професором Ђузепе Мифсуд Боничи, бивши Европски суд за људска права судија и бивши председник суда Малте, (Малта, 2008)[4]
- (Допринос) Медитеранска регија: Различите перспективе, заједнички циљеви (Министарство одбране Италије, Италија, 2010)
- Закон о конзуларним односима (XPL, UK, 2010), коришћен од Vytautas Magnus University, Каунас, Литванија, као препорука за читање[5] (XPL, UK, 2010)[6]
- (Уредник и коаутор) Малта у европском суду за људска права 1987-2012, са Патриком Кнетом и Дејвид A. Боргом, уз допринос проф. Кевина Аквилина (Декана правног факултета Универзитет Малте), судије Ђовани Бонела, и чланице парламента Dr. Терезе Комодини Кахија]. (Малта, 2012)[7][8]

### Остала издања
Самутов превод La Pazza-а од Гузе Боничија је добио похвале од стране професора Чарлса брифа у његовој књизи о малтешкој литератури (Il-Letteratura Maltija: L-Istorja tan-Narrattiva, Malta University Press, 2008).
Саммут је писао са Општински код екс Малте као и друге теме везане за историју и теорију права.